# 苏尔坦普尔
苏尔坦普尔（Sultanpur），是印度北方邦Sultanpur县的一个城镇。总人口100085（2001年）。

## 人口
该地2001年总人口100085人，其中男性53163人，女性46922人；0—6岁人口13239人，其中男6914人，女6325人；识字率71.25%，其中男性为76.61%，女性为65.16%。